# 아말리아 에릭손
아말리아 에릭손(스웨덴어: Amalia Eriksson, 혼전 성씨: 룬드스트룀(Lundström), 1824년 11월 25일 ~ 1923년 1월 19일)은 스웨덴의 기업인이자 발명가이다. 1859년에 스웨덴의 유명한 막대사탕인 폴카그리스를 발명하였다. 에릭손이 폴카그리스 사탕을 발명하고 생산하기 시작한 스웨덴의 도시인 그렌나는 관광객들의 명소가 되었다. 그렌나 산자락에 위치한 공원에서는 에릭손 동상을 찾아볼 수 있다.